# Saint-Julien-le-Roux
Saint-Julien-le-Roux ist eine französische Gemeinde im Département Ardèche in der Region Auvergne-Rhône-Alpes. Sie gehört zum Kanton Rhône-Eyrieux und zum Arrondissement Privas. Sie grenzt im Nordwesten an Vernoux-en-Vivarais, im Norden an Boffres, im Nordosten an Gilhac-et-Bruzac, im Südosten an Saint-Fortunat-sur-Eyrieux, im Süden an Dunière-sur-Eyrieux und im Südwesten an Silhac.

## Bevölkerungsentwicklung

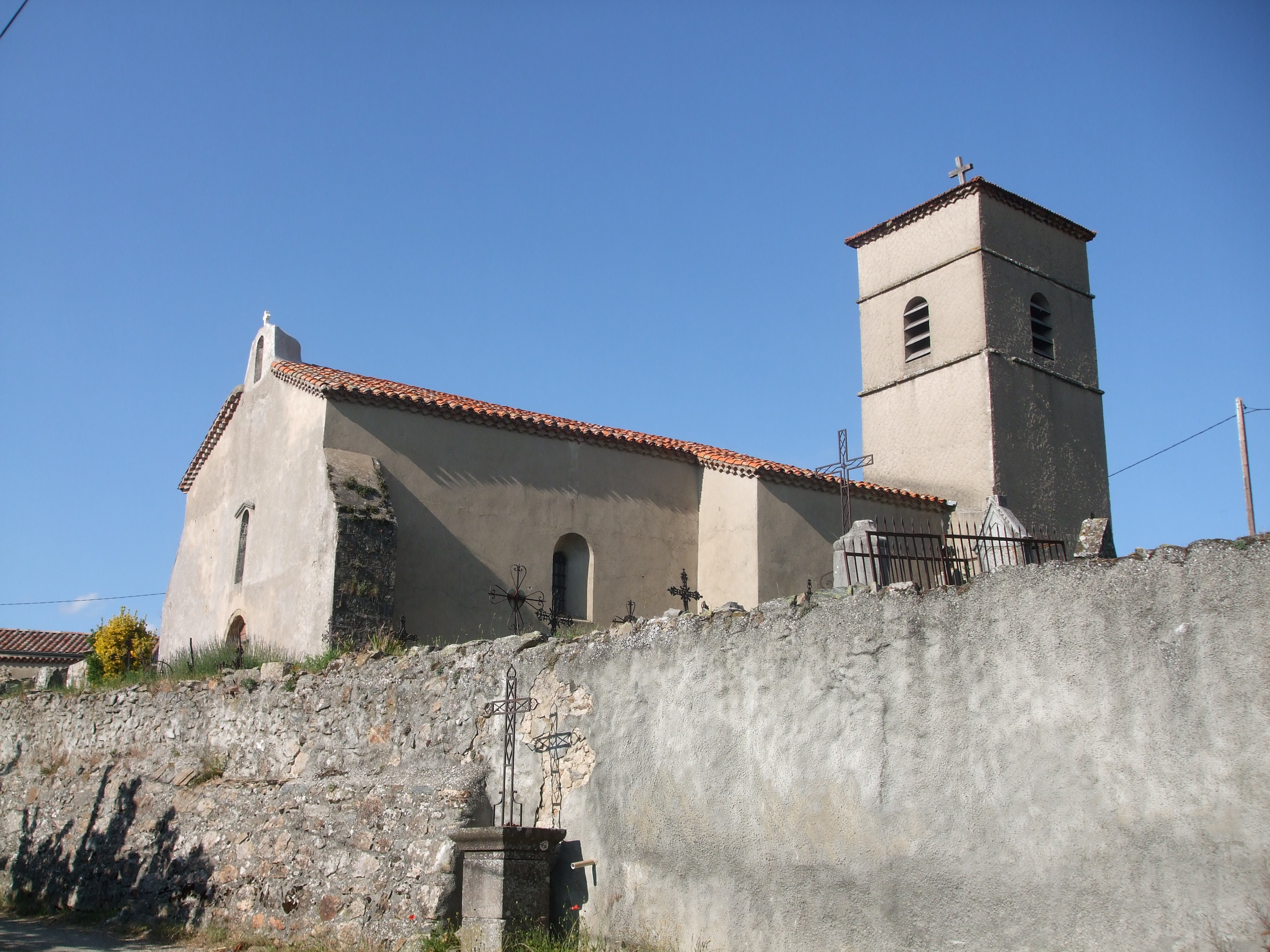
Kirche Saint-Julien

| Jahr                       | 1962 | 1968 | 1975 | 1982 | 1990 | 1999 | 2008 | 2014 |
| -------------------------- | ---- | ---- | ---- | ---- | ---- | ---- | ---- | ---- |
| Einwohner                  | 165  | 149  | 132  | 111  | 109  | 91   | 89   | 99   |
| Quellen: Cassini und INSEE |      |      |      |      |      |      |      |      |